# Anna Cruz
Anna Cruz Lebrato (Badalona, 27 oktober 1986) is een Spaans basketbalspeelster die speelt bij Joventut Badalona. Ze speelt op de positie van Small forward of Shooting guard.

## Professionele carrière
Cruz begon haar carrière in 2002 bij UB Barcelona in Spanje. In 2005 stapte ze over naar CB Ciudad de Burgos. In 2008 ging ze spelen voor CB Olesa. In 2009 werd Rivas Ecópolis haar club. In 2013 verhuisde ze naar Nadezjda Orenburg in Rusland. In 2014 ging ze spelen in de WNBA bij New York Liberty. Na een jaar ging ze naar Minnesota Lynx. Met deze club werd ze kampioen van de WNBA in 2015. In 2016 keerde ze terug naar Rusland om te spelen voor Dinamo Koersk. Met deze club won ze ook de EuroLeague Women in 2017. Ze wonnen de finale van Fenerbahçe uit Turkije met 77-63. Ook won ze met Dinamo de FIBA Europe SuperCup Women in 2017. In 2019 verhuisde ze naar Fenerbahçe uit Turkije. Na een half jaar keerde ze terug naar Spanje om te spelen voor Araski AES. In 2020 ging ze spelen voor Casademont Zaragoza. Na twee jaar stapte ze over naar Barça CBS. In 2024 sloot ze haar loopbaan af bij Joventut Badalona.
Met het nationale basketbal team van Spanje won ze zilver op de Olympische Zomerspelen 2016. Op het Wereldkampioenschap won ze zilver in 2014 en brons in 2010 en 2018. Op het Europees Kampioenschap won ze goud in 2017 en 2019. Ze won brons in 2009 en 2015.

## Erelijst
- Landskampioen Spanje: 2
  - Winnaar: 2003, 2005
- Copa de la Reina de baloncesto: 2
  - Winnaar: 2011, 2013
- Bekerwinnaar Rusland: 2
  - Winnaar: 2016, 2018
- EuroLeague Women: 1
  - Winnaar: 2017
- FIBA Europe SuperCup Women: 1
  - Winnaar: 2017
- WNBA Kampioen: 1
  - Winnaar: 2015
- Olympische Spelen:
  - Zilver: 2016
- Wereldkampioenschap:
  - Zilver: 2014
  - Brons: 2010, 2018
- Europees Kampioenschap: 2
  - Goud: 2017, 2019
  - Brons: 2009, 2015